# Гулиев, Эльбейи Анарович
Эльбейи Анарович Гулиев (аз. Albeyi Guliev; 14 октября 1995 года, Екатеринбург, Россия) — российско-азербайджанский футболист.

## Карьера
Воспитанник «Урала» Екатеринбург (Россия), начал заниматься в ДЮСШ «Урал» у тренера Алексея Седова. В 2012 году в составе «Урала-95» выиграл бронзовую медаль юношеского первенства России. В 2013—2014 провёл 47 игр за молодёжный состав клуба в первенстве России и забил 6 голов.
В октябре 2014 года 19-летний Гулиев был приглашён в молодёжную сборную Азербайджана (U-21) и забил гол в товарищеском матче на сборах в Германии в ворота клуба «Пирмазенс» (4:1).
Летом 2015 года был отправлен на полгода в аренду в казахстанский клуб «Жетысу» Талдыкорган. Дебютировал в Премьер-лиге 18 июля в матче против «Астаны». 31 октября забил свой первый гол в матче против кзылординского «Кайсара».
В январе 2016 года был приглашён на просмотр в бакинский «Нефтчи».